# Na Rota do Dinheiro Sujo
Na Rota do Dinheiro Sujo (Dirty Money, na versão em inglês) é um documentário americano em formato de minissérie que conta histórias de corrupção corporativa nos EUA. É uma obra original da Netflix, que lançou todos os 6 episódios de uma vez em 26 de Janeiro de 2018.  Os produtores executivos da minissérie incluem o documentarista Alex Gibney, já premiado com o Oscar. Cada episódio se concentra em um exemplo de corrupção corporativa e inclui entrevistas com os principais participantes de cada história.

## Recepção
A reação à série tem sido relativamente positiva, com uma classificação de 100% no Rotten Tomatoes  e uma classificação de 80 no Metacritic. Brian Lowry, da CNN, explica que "para defensores pró-negócios da desregulamentação... [o documentário] oferece uma réplica simples, mas poderosa: veja o comportamento terrível e antiético que as corporações tentam fazer quando pensam que ninguém está olhando".

## Ver Também
- Lista de programas originais distribuídos pela Netflix